# Simona Sparaco
Simona Sparaco (Roma, 14 dicembre 1978) è una scrittrice e sceneggiatrice italiana.

## Biografia
Il suo romanzo di esordio è Anime di carta. Con Nessuno sa di noi, è arrivata alla cinquina finale del Premio Strega. Nel 2014 ha pubblicato con Giunti Se chiudo gli occhi, che nel 2015 ha vinto la nona edizione del Premio Tropea ed è stato tra i vincitori del Premio Salerno Libro d'Europa. Nel mese di marzo 2016 con la casa editrice Giunti pubblica Equazione di un amore. Nel 2019 ha vinto la prima edizione del premio DeA Planeta con il romanzo Nel silenzio delle nostre parole (DeA Planeta). Si è occupata di soggetto e sceneggiatura de I fantastici 5, serie TV ideata dal marito. Moglie del giornalista Massimo Gramellini e madre di Tommaso e Diego, i suoi libri sono tradotti in Francia, Spagna, Sud America, Giappone, Inghilterra e Russia.

## Opere

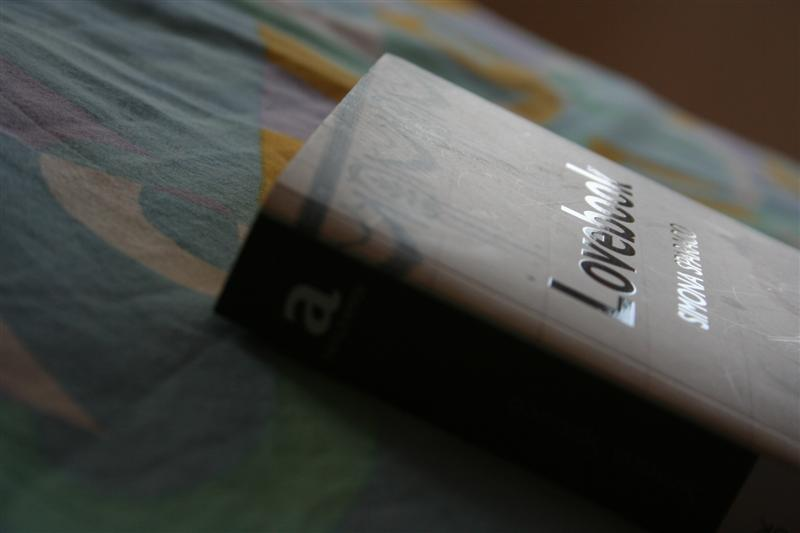
Lovebook

- LovebookAnime di carta, Viviani Editore, 2005
- Lovebook, Newton Compton Editore, 2009
- Bastardi senza amore, Newton Compton Editore, 2010
- Nessuno sa di noi, Giunti Editore, 2013
- Se chiudo gli occhi, Giunti Editore, 2014
- Equazione di un amore, Giunti Editore, 2016
- Sono cose da grandi, Einaudi, 2017
- Nel silenzio delle nostre parole, DeA Planeta, 2019[10]
- La vita in tasca, Solferino, 2022

## Premi
- 2013 - Vincitrice del Premio Roma per Nessuno sa di noi.
- 2013 - Selezione finale per Nessuno sa di noi al Premio Strega.[3]
- 2019 - Vincitrice del Premio DeA Planeta per Nel silenzio delle nostre parole.[11][12]